# Музей древнебелорусской культуры
Музей древнебелорусской культуры — один из известнейших музеев Минска.

## История открытия
Основан в 1977 г. на базе Института искусствоведения, этнографии и фольклора Академии наук БССР  как центр изучения и пропаганды белорусского художественного наследия. Открытие музея, приуроченное к празднованию 50-летия Национальной академии наук Беларуси, состоялось в мае 1979 года.

## Описание
В основу коллекции музея вошли уникальные экспонаты, собранные на протяжении многих лет сотрудниками Института искусствоведения, этнографии и фольклора им. К. Крапивы (ІМЭФ) в ходе искусствоведческих и этнографических экспедиций по территории всей Беларуси. Главной целью музея является формирование экспериментальной базы для дальнейшего развития различных отраслей исторической науки — истории искусств, ремесел, этнографии, эстетики.
Коллекции музея повествуют об основных вехах исторического развития белорусской культуры и искусства, о наиболее значимых памятниках от каменного века до конца XX столетия. Все без исключения экспонаты музея – оригинальные.
Музей располагается в трех залах. Первый зал представляет археологическую коллекцию с раскопок древних стоянок и поселений людей каменного, бронзового и железного веков. Второй зал сакрального направления. В нем размещены иконы, колокола, представлена скульптура и декоративная резьба из церквей и костелов. Здесь же можно увидеть коллекцию художественных тканей, датирующихся XVII-XIX веками. В третьем зале музея, посвящённом народному творчеству и этнографии Беларуси, представлены традиционные костюмы, ручники, скатерти, пояса, расписные ковры, музыкальные инструменты, посуда из дерева, керамики, - предметы, повествующие о ремеслах и промыслах белорусов.